# 루시우스 퀴에투스

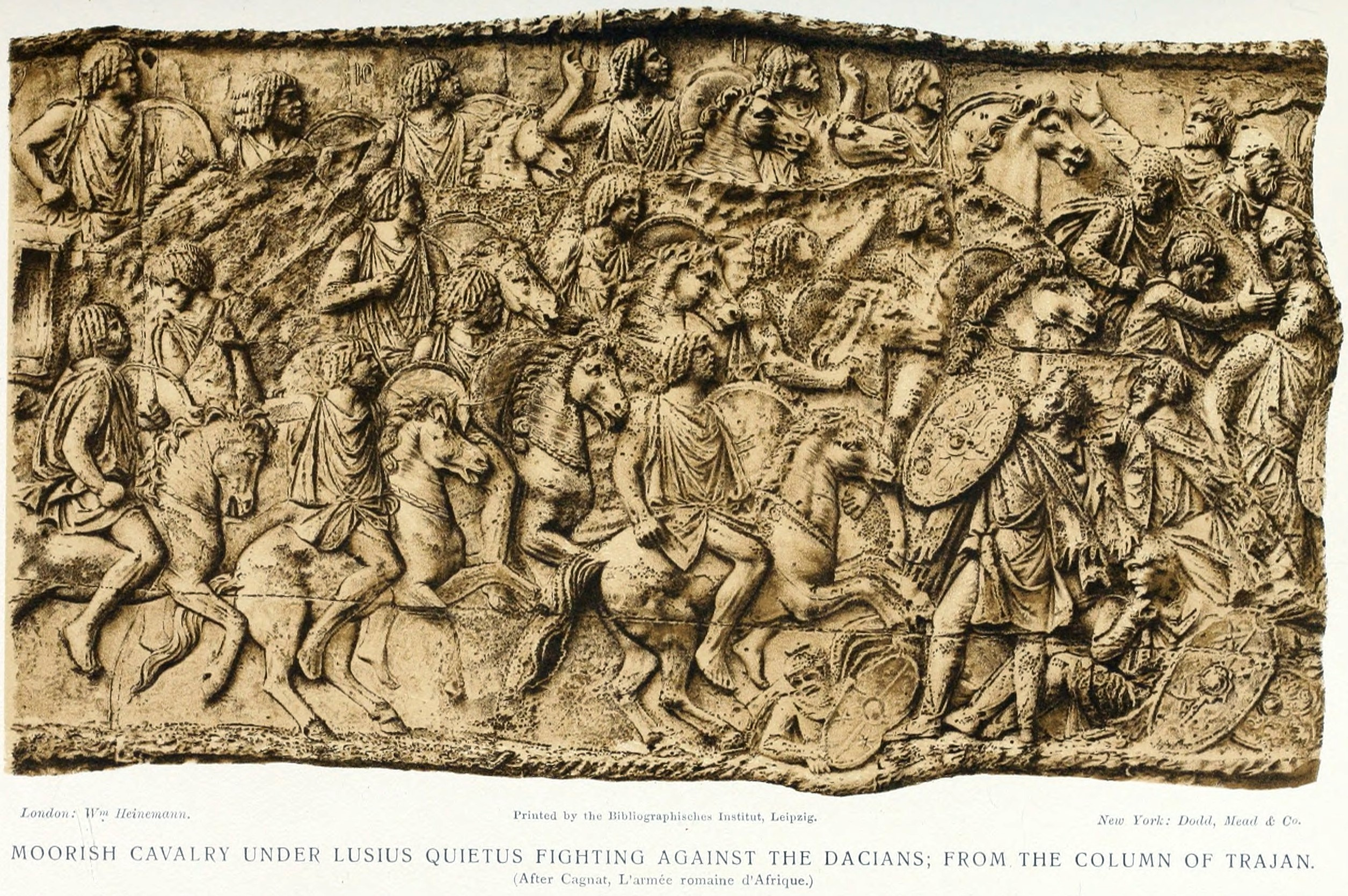
다키아인들을 상대로 싸우는 루시우스 퀴에투스 휘하의 베르베르 기병대 (트라야누스 원주에 새겨진 부조)

루시우스 퀴에투스 (Lusius Quietus)는 로마의 장군 및 117년의 유다이아의 총독이며, 키토스 전쟁 ("키토스"는 "퀴에투스"의 변형이다)이라고 알려진 유대인들의 반란을 진압했던 핵심 사령관이었다. 극찬을 받았던 군지휘관이었던, 그는 고대 로마 역사상 베르베르 출신 정치인 중에 가장 성공을 거둔 인물 중 한 명이었다. 트라야누스 황제가 사망한 뒤, 퀴에투스는 살인 또는 처형을 당했는데, 트라야누스의 후임자 하드리아누스의 명령일 가능성이 있다.

## 생애
본래 베르베르의 고위 귀족이었던, 루시우스의 아버지와 그의 전사들은 서기 40년에 아이데몬의 반란 당시에 로마가 마우레타니아 틴기타나 (오늘날 모로코 북부)를 진압할 때 로마를 지원했다.

## 시민권 및 군지휘관
악명 높은 힘겨운 국경 지대에서 루시우스의 아버지가 로마에 복무한 것은 그와 그의 가족들에게 로마 시민권이라는 선물과 함께 영광을 가져다 주었다. 루시우스도 이후에 로마군에 입대하여 로마군 기병대의 보조군 장교로 복무했다. 그의 뛰어난 복무 활동으로, 도미티아누스 황제는 루시우스에게 에퀴테스 지위를 수여했으나 이후에 불복종을 군대에서 전역당했다.
퀴에투스의 관운은 신임 황제 트라야누스가 권력을 차지하면서, 다시 살아났다. 퀴에투스는 군대로 돌아왔고 다키아 전쟁 기간에 황제의 보조군 기병대 지휘관 중 한 명으로 복무했다(퀴에투스의 민머리를 한 베르베르 기병대는 로마에 있는 트라야누스 원주에서 볼 수 있다). 성공적인 다키아 정복 이후, 퀴에투스는 원로원 의원 신분으로 상승했다. 그는 다음으로 트라야누스의 파르티아 원정에 참전했으며, 이때 그는 승산없는 전투를 지휘해, 병력의 전략적 후퇴를 이뤄내고 전멸로부터 구해냈다. 이 행동은 퀴에투스가 찬사를 받게 했고 군대에서 인정을 보장받았다.
트라야누스의 파르티아 원정 기간인 115–116년 동안, 퀴에투스는 니시비스와 에데사 등의 도시들을 약탈했다. 바빌로니아인들이 봉기하자, 퀴에투스는 이들을 진압하고, 유다이아 총독으로 임명되는 보상을 받았다.
키레네 (키레나이카), 키프로스, 메소포타미아, 이집트의 유대인 이주민들이 일으킨 대규모 반란은 퀴에투스의 이름을 간단히 한 것에서 이름 붙여진 키토스 전쟁이라고 알려진, 유대인들에 의한 도시들에 대한 파괴 및 로마 시민들에 대한 학살을 야기했다. 퀴에투스는 리다를 점령하고 반란군을 조직적으로 격퇴시키는 데 착수했다.

## 죽음
그 해에 트라야누스가 사망하고 나서 하드리아누스가 후임자가 되었고 유다이아의 반란도 퀴에투스에 의해 완전히 진압됐다. 퀴에투스는 이후 (118년)에 살해당했는데, 군대의 지지를 받던 퀴에투스의 인기와 그가 트라야누스와 절친한 관계였다는 점을 우려한 신임 황제 하드리아누스가 암살했다라는 이론이 있다. 탈무드의 이야기 역시도 유대인의 반란을 진압한 로마 장군이 갑작스럽게 처형당했다고 언급한다.

## 생애 자료
- 바르톨로메오 보르게시, Œuvres, i. 500;
- 하인리히 그레츠, Geschichte. 3d ed., iv. 116 et seq., 407 et seq.;
- 에밀 쉬러, Geschichte 3d ed., i. 617, 666-670;
- Prosopographia Imperii Romani, ii. 308, No. 325;
- 아돌프 폰 슐라터, Die Tage Trajans und Hadrians, p. 90, (Gütersloh, 1897.)
- Michael Brett, Elisabeth Fentress. The Berbers p54-55. Blackwell, 1996. ISBN 978-0-631-20767-2

## 같이 보기
- 서기 6-132년까지, 로마의 유다이아 속주 군지휘관 및 행정관